# Thomas Prattes
Thomas Prattes (* 7. Mai 1971) ist ein ehemaliger österreichischer Fußballspieler.

## Karriere
Prattes begann seine Karriere beim SCR Altach, bei dem er ab der Saison 1988/89 in der Regionalligamannschaft spielte. 1991 stieg er mit Altach in die 2. Division auf. Nach dem Aufstieg debütierte er im August 1991 gegen den VfB Mödling in der zweithöchsten Spielklasse. In der Saison 1991/92 kam er zu vier Zweitligaeinsätzen. Nach einer Saison stieg er mit dem SCRA aber direkt wieder in die Regionalliga ab.
Im Jänner 1995 wechselte Prattes zum Zweitligisten SC Austria Lustenau. In eineinhalb Jahren in Lustenau kam er zu 39 Zweitligaeinsätzen, in denen er ein Tor machte. Zur Saison 1996/97 kehrte er wieder nach Altach zurück. Mit den Altachern stieg er zu Saisonende ein zweites Mal in die 2. Division auf. In der Saison 1997/98 absolvierte er dann weitere 21 Zweitligapartien für Altach, aber auch diesmal stieg er mit dem Verein direkt wieder in den Amateurbereich ab. Nach der Saison 1998/99 beendete Prattes seine Karriere.

## Persönliches
Nach seinem Karriereende wurde Prattes Architekt.